# Exocelina shizong
Exocelina shizong är en skalbaggsart som först beskrevs av Michael Balke och Bergsten 2003.  Exocelina shizong ingår i släktet Exocelina och familjen dykare. Inga underarter finns listade i Catalogue of Life.